# GPR173
GPR173 je protein koji je kod čoveka kodiran GPR173 genom.

## Literatura
1. ↑  Matsumoto M, Saito T, Takasaki J, Kamohara M, Sugimoto T, Kobayashi M, Tadokoro M, Matsumoto S, Ohishi T, Furuichi K (2000). „An evolutionarily conserved G-protein coupled receptor family, SREB, expressed in the central nervous system”. Biochem Biophys Res Commun. 272 (2): 576—82. PMID 10833454. doi:10.1006/bbrc.2000.2829.
2. ↑  „Entrez Gene: GPR173 G protein-coupled receptor 173”.

## Dodatna literatura
- Strausberg RL; Feingold EA; Grouse LH;  . (2003). „Generation and initial analysis of more than 15,000 full-length human and mouse cDNA sequences.”. Proc. Natl. Acad. Sci. U.S.A. 99 (26): 16899—903. PMC 139241 . PMID 12477932. doi:10.1073/pnas.242603899.
- Gerhard DS; Wagner L; Feingold EA;  . (2004). „The status, quality, and expansion of the NIH full-length cDNA project: the Mammalian Gene Collection (MGC).”. Genome Res. 14 (10B): 2121—7. PMC 528928 . PMID 15489334. doi:10.1101/gr.2596504.